# 圣毛罗-奇伦托
圣毛罗-奇伦托（義大利語：San Mauro Cilento），是意大利萨莱诺省的一个市镇。总面积15平方公里，人口976人，人口密度65.1人/平方公里（2009年）。ISTAT代码为065123。